# Páraxióma
A páraxióma a halmazelmélet rendszereinek tipikus axiómája:
Ha x és y halmazok, akkor létezik egy olyan z halmaz, amelynek x és y eleme, más eleme viszont nincs.
{\displaystyle \forall x\forall y\exists z\forall u\,(u\in z\leftrightarrow (u=x\lor u=y))}
Egy másik tipikus halmazelméleti axióma, az extenzionalitási axióma biztosítja, hogy adott x-hez és y-hoz egyetlen ilyen z párhalmaz létezik. A párhalmaz bevett jelölése: {\displaystyle \{x,y\}}. Speciális esetként x és y lehet ugyanaz a halmaz is; az axióma tehát az egyelemű halmazok létezését is szavatolja. Ezeket {\displaystyle \{x\}}-szel jelöljük.

## Változatok
- A komprehenziós séma lehetővé teszi a páraxióma következő gyengítését:

{\displaystyle \forall x\forall y\exists z\forall u\,((u=x\lor u=y)\rightarrow u\in z)}
A párhalmaz létezését tetszőleges x, y és megfelelő z esetén az {\displaystyle \{u\in z|\,u=x\lor u=y\}} komprehenzió biztosítja.
- Atomos halmazelméletekben x és y atom is lehet, nem csak halmaz. Az axióma formális felírása nem változik.
- A Neumann–Bernays–Gödel-halmazelméletben és rokonaiban az osztálykomprehenziós séma biztosítja, hogy létezik a {\displaystyle \{x,y\}} osztály. Az axióma itt tehát ebben a formában is kimondható:

Ha x és y halmazok, akkor a {\displaystyle \{x,y\}} osztály is halmaz.
{\displaystyle \forall x\forall y\,\mathrm {m} (\{x,y\})}
({\displaystyle \mathrm {m} } az osztályrealista halmazelméletek halmazpredikátuma.)

## Története
A páraxióma megtalálható volt már Ernst Zermelo 1908-as axiómarendszerében is, az elemi halmazok axiómája (Axiom der Elementarmengen) részeként. Rendszerint szerepel a standard Zermelo-Fraenkel axiómarendszerben is; valamint ennek variánsaiban és a különféle osztályrealista halmazelméletekben.

## Párhalmaz és rendezett pár
Egy halmaz elemeinek nincs sorrendje; {\displaystyle \{x,y\}} ugyanaz a halmaz, mint {\displaystyle \{y,x\}}. Mégis általában csak a párhalmaz fogalmára támaszkodva tudjuk definiálni a rendezett párokat. A legelterjedtebb meghatározás Kazimierz Kuratowskitól származik 1921-ből:
{\displaystyle \langle x,y\rangle ={\Big \{}\{x\},\{x,y\}{\Big \}}}

## A páraxióma kiküszöbölése
A legtöbb halmazelméleti axiómarendszerben a páraxióma bizonyítható; így csak kényelmi okokból szokták szerepeltetni. Közismert például az alábbi bizonyítás a standard Zermelo-Fraenkel halmazelméletben:
Létezik legalább egy x halmaz. (Ez logikai igazság: {\displaystyle \exists x\,x=x}.) A komprehenziós axiómaséma értelmében létezik az {\displaystyle \{y\in x|\,y\neq y\}} halmaz is. Mivel minden azonos önmagával (ez is logikai igazság: {\displaystyle \forall xx=x}), ez {\displaystyle \emptyset }, az üres halmaz. A hatványhalmaz-axióma miatt létezik {\displaystyle \{\emptyset \}} és {\displaystyle {\Big \{}\emptyset ,\{\emptyset \}{\Big \}}} is. Az utóbbi kételemű halmaz. Így a pótlás axiómasémája értelmében minden párhalmaz létezik. ■
Ez a bizonyítás nem alkalmazható a Zermelo-halmazelméletben, mert ott hiányzik a pótlás axiómasémája.